# كلارا كوبينبرج
كلارا كوبينبرج (بالألمانية: Clara Koppenburg)‏ (و. 1995  م) هي دراجة ألمانية، ولدت في لوراخ.

## سجل الفوز

### سباقات أو مراحل فاز بها
| التاريخ        | السباق                                                           | المركز                                          |
| -------------- | ---------------------------------------------------------------- | ----------------------------------------------- |
| 14 مايو 2015   | Albstadt-Frauen-Etappenrennen 2015                               |                                                 |
| 21 مايو 2016   | 2016 Tour de Berne (women's race)                                |                                                 |
| 09 يوليو 2017  | طواف إيطاليا للسيدات 2017                                        | السادس في تصنيف أفضل شاب                        |
| 02 أغسطس 2017  | سباق الزمن لأقل من 23 سنة للسيدات - بطولة أوروبا للدراجات 2017   | الرابع في التصنيف العام                         |
| 22 مايو 2018   | طواف الباسك للسيدات 2018                                         | التاسع في التصنيف العام                         |
| 08 يونيو 2018  | Ljubljana-Domzale-Ljubljana TT 2018                              | الرابع في التصنيف العام                         |
| 24 فبراير 2019 | سيتمانا فالنسيا 2019                                             | الفائز في التصنيف العام                         |
| 18 مايو 2019   | طواف أمجين كاليفورنيا - للسيدات 2019                             | الرابع في التصنيف العام، السادس في تصنيف الجبال |
| 25 مايو 2019   | طواف الباسك للسيدات 2019                                         | التاسع في تصنيف الجبال                          |
| 09 يونيو 2019  | طواف بريتاني فيمينين 2019                                        | السابع في التصنيف العام                         |
| 08 سبتمبر 2019 | 2019 Giro della Toscana Int. Femminile – Memorial Michela Fanini | الخامس في التصنيف العام                         |
| 23 فبراير 2020 | سيتمانا فالنسيا 2020                                             |                                                 |
| 29 مايو 2022   | 2022 ReVolta                                                     | الفائز في التصنيف العام                         |
| 05 يونيو 2022  | 2022 Alpes Gresivaudan Classic                                   |                                                 |
| 23 يونيو 2023  | سباق الزمن على الطريق للسيدات في بطولة ألمانيا 2023              |                                                 |
| 16 سبتمبر 2023 | 2023 Tour de la Semois                                           |                                                 |

## روابط خارجية
- كلارا كوبينبرج على موقع الاتحاد الدولي للدراجات (الإنجليزية)
- كلارا كوبينبرج على موقع أرشيف الدراجات (الإنجليزية)
- كلارا كوبينبرج على موقع إحصائيات الدراجات الإحترافية (الإنجليزية)
- كلارا كوبينبرج على موقع نسبة الدراجات (الإنجليزية)
- كلارا كوبينبرج على موقع CycleBase (الإنجليزية)